# Bonifacije Albani
Bonifacije Albani (Bergamo, Italija, 1. kolovoza 1619. — Split, 18. veljače 1678.), splitski nadbiskup i metropolit (1668. – 1678.), podrijetlom iz talijanske plemićke obitelji.
Prvu naobrazbu stekao je u obitelji, a filozofsko-teološke studije završio je, kao član somaska, u kolegiju San Biaggio u Rimu, gdje je 1642. godine zaređen za svećenika. Godine 1662. postao je generalni prokurator Družbe, a tri godine kasnije generalni prepozit.
Na prijedlog mletačkih senatora imenovan je 1667. splitskim nadbiskupom. Biskupski je red primio 19. veljače 1668. u Rimu, a u Split je došao po svršetku kandijskog rata. Godine 1671. održao je u Splitu nabiskupsku sinodu. Dva je puta (1671. i 1675.) poslao Svetoj Stolici izvještaje o stanju nadbiskupije. Na mjestu stare nadbiskupske palače, koja je 170 godina ležala u ruševinama, podigao je novu i u nju smjestio nadbiskupijski arhiv. Dao je popraviti i proširiti nadbiskupski ljetnikovac u Kaštel-Sućurcu.